# پی‌یترو بروندی
پی‌یترو بروندی (ایتالیایی: Pietro Biondi؛ زادهٔ ۱۳ اکتبر ۱۹۳۹) بازیگر و صداپیشه اهل ایتالیا است.
از فیلم‌ها یا برنامه‌های تلویزیونی که وی در آن نقش داشته‌است، می‌توان به سه برادر، مظنون، ایل دیوو، با هم؟ و جووانی فالکونه اشاره کرد.